# Coelioxys concavogenalis
Coelioxys concavogenalis är en biart som beskrevs av Wu 2006. Coelioxys concavogenalis ingår i släktet kägelbin, och familjen buksamlarbin. Inga underarter finns listade i Catalogue of Life.